# Urnäsch
Urnäsch este o comună situată în cantonul Appenzell Ausserrhoden, în Elveția. Așezată în partea de est a țării, Urnäsch face parte din regiunea Appenzellerland și este cunoscută pentru peisajele sale pitorești și tradițiile locale.

#### Geografie
Urnäsch se află în centrul cantonului Appenzell Ausserrhoden, la o altitudine de aproximativ 800 de metri deasupra nivelului mării. Comunele vecine includ Appenzell la sud, Gais la vest și Waldstatt la nord. Peisajul din Urnäsch este caracterizat de coline verzi, păduri de conifere și câteva cursuri de apă care traversează zona. Regiunea este predominant montană, oferind oportunități excelente pentru drumeții și alte activități în aer liber.

#### Istorie
Istoria Urnäsch este strâns legată de dezvoltarea regiunii Appenzell. Prima mențiune documentară a localității datează din secolul al XIII-lea, când Urnäsch era o mică așezare agricolă. De-a lungul timpului, localitatea a păstrat multe dintre tradițiile sale tradiționale și a contribuit la dezvoltarea culturală a zonei Appenzellerland.
În perioada medievală, Urnäsch a fost parte din principatul de Appenzell, iar ulterior a fost integrată în cantonul Appenzell Ausserrhoden după reforma administrativă a Elveției. Comunitatea locală a păstrat un puternic sentiment de identitate regională și a continuat să dezvolte tradiții și obiceiuri locale unice.

#### Demografie
Urnäsch are o populație mică, dar activă, care se angajează în conservarea tradițiilor și promovarea culturii locale. Demografia este caracterizată de o populație predominant de etnie elvețiană, cu o mare parte din locuitori vorbind dialectul appenzeller, o varietate a limbii germane.

#### Economie
Economia locală a Urnäsch se bazează în principal pe agricultura de subsistență, cu accent pe creșterea animalelor și cultivarea unor produse locale. Turismul este, de asemenea, o componentă importantă a economiei, datorită peisajului natural atractiv și a tradițiilor culturale. De asemenea, în localitate se organizează anual diferite evenimente și festivaluri care atrag vizitatori din întreaga Elveție și nu numai.

#### Cultură și Tradiții
Urnäsch este renumită pentru păstrarea tradițiilor appenzeller și pentru numeroasele sale evenimente culturale. Printre acestea se numără festivaluri de muzică populară, târguri tradiționale și sărbători legate de sezonul agricol. Localnicii sunt cunoscuți pentru costumele lor tradiționale și meșteșugurile specifice regiunii, precum producția de brânzeturi și obiecte din lemn sculptate manual.

#### Transport și Infrastructură
Urnäsch este bine conectată la rețeaua de transport elvețiană prin intermediul căilor rutiere care leagă comuna de orașele vecine și de alte regiuni ale țării. Infrastructura locală include facilități pentru turism, precum centre de informații și trasee de drumeții bine marcate.